# ميان رود (مقاطعة غيلانغرب)
ميان‌رود (بالفارسية: میان‌رود) هي قرية تقع في قسم ديره الريفي في إيران. يقدر عدد سكانها بـ 145 نسمة .